# ボブ・クージー
ロバート・ジョセフ・"ボブ"・クージー (Robert Joseph "Bob" Cousy, [ˈkuːziː]; 1928年8月9日 - ) は、アメリカ合衆国・ニューヨーク州ニューヨーク出身の元プロバスケットボール選手。1950年から1963年までNBAのボストン・セルティックスで活躍。ドリブルやパスにおいて革新的な技術をバスケットボールにもたらしたポイントガードで、後世に多大な影響を与えた。セルティックス入団後はチームを1957年の優勝と、1959年から1963年にかけての5年連続の合計6度の優勝に導いた。1959年からの連覇は、セルティックスの伝説的な8連覇の前半部分である。1970年に殿堂入り。

## 少年期と学生時代
少年時代よりバスケットボールに親しんだが、上達するまでに学校のチームに入れないことが2度あった。13歳の時に木から落ちて右腕を骨折し、治るまでの間に左手でドリブルやシュートの練習をした。
高校でクージーは頭角を現すようになり、近隣では有名な選手になっていた。奨学金を受けてマサチューセッツ州のホーリークロス大学に入学した。クージーの得点やアシストの能力は明らかだったものの、プレイスタイルが派手すぎると考えたチームの監督はクージーの出場時間を制限した。一時は他の大学に編入することも考えたが、学年が上がるにつれ出場の機会を増やしたクージーは活躍し、スポーティングニュース社が選出するオールアメリカンチームに3度選出された。

## キャリア概観
クージーが大学を卒業した1950年、マサチューセッツ州に本拠を置いていたボストン・セルティックスのジェネラルマネージャーレッド・アワーバックはクージーをドラフトで選ばず、クージーはトライシティ・ブラックホークスに獲得されたがブラックホークスはシカゴ・スタッグズにクージーをトレード。しかしスタッグズは間もなく解散となった。
元スタッグズの選手3名を巡るくじ引きがボストン・セルティックス、ニューヨーク・ニックス、フィラデルフィア・ウォリアーズで行われた。3チームの目当てだった1948年の得点王マックス・ザスロフスキーを引き当てたのはニックスで、クージーを引き当てたのがセルティックスだった。
クージーは入団後2年目のシーズンに平均得点21.7、平均アシスト6.7をあげ、これらはそれぞれリーグ3位と2位だった。翌シーズンには平均得点19.8、平均アシスト7.7で、それぞれリーグ3位と1位だった。このシーズン以後クージーは連続8シーズンの間リーグのアシスト王だった。
アワーバック監督に率いられたセルティックスは毎シーズン勝率5割を越えていたが、プレイオフではしばらくの間勝ち残れなかった。セルティックスが強豪としてリーグに君臨するようになるのは、トム・ヘインソーンとビル・ラッセルを獲得した1956年以降だった。このシーズン、チームは44勝28敗でディビジョン1位の成績を残し、クージーはMVPに選ばれた。プレイオフではNBAファイナルに進出し、初優勝を成し遂げた。
翌シーズンはセントルイス・ホークスに優勝を譲ったが、次の1959年からセルティックスは5年連続で優勝した。このシーズン35歳になっていたクージーは、シーズンが終わると引退した。
1969年のシーズン、シンシナティ・ロイヤルズの監督を務めていたクージーは、選手としても短期間の復帰を果たした。

## プレイスタイルと業績
クージーはボールハンドリングやパスにおいてそれまでなかった技術をバスケットボールに採り入れた。クージーは、後年にピート・マラビッチやマジック・ジョンソンが見せたスタイルの先駆者と言える存在だった。ドリブルやパス、そしてプレイメイキングの点で、今日のポイントガードの元祖とも言うべき選手であり、後年に多大な影響を与えた。
背中越しにボールを渡すパスや、全く見ていない方向に出すいわゆる「ノールックパス」を最も初期に実戦で行ったのはクージーだった。クージーの画期的なスタイルは当時必ずしも受け入れられたわけではなく、大学時代には不必要に派手だと考えた監督により出場時間を制限され、プロ時代にもレッド・アワーバック監督はクージーのプレイに対して批判的な見方をすることがあった。
クージーは得点能力の高いガードだった。セルティックスでも数シーズンでチーム最多の得点をあげており、リーグでも平均得点が首位に入るシーズンもあった。キャリアの途中でビル・ラッセルがチームに加わって以降は、ディフェンダーのラッセルに対しクージーはオフェンス面を受け持つ選手の一人だった。
アシスト能力の高さもクージーの特徴だった。クージー現役当時のセルティックスは速攻に強いチームで、クージー自身が得点するのみならずクージーのアシストにより速攻が締められるという展開も多かった。
クージーは、セルティックスの歴代選手の中で最多の6,955アシストを記録している。16,960得点という記録も残している。13年連続でオールスターに選ばれており、1954年と1957年の2度、オールスター戦でのMVPに選ばれている。引退後、1969年から1974年まで、NBAでコーチとして復帰している。1953年以降8年連続でリーグのアシスト王になっており、この連続記録は1990年代にジョン・ストックトンが更新するまで破られなかった。
1957年にMVP選出。1952年から1961年まで10年連続でオールNBAファーストチーム選出。1970年、1980年、1996年にはそれぞれNBA25周年、35周年、50周年を記念して選ばれた歴代の優秀な選手の一人になった。1970年にバスケットボール殿堂入り。

## 引退後
クージーは、引退後も活動的である。ボストン・セルティックスを退いた1963年よりボストンカレッジにてバスケットボールチームの監督を務めた。6年間で117勝38敗の成績を残した後、シンシナティ・ロイヤルズ監督に就任。5年間同チームを率いて141勝209敗だった。このチームの1年目には7試合で選手としても出場した。
1972年より「キングス」と改名していた同チームを去った翌年から1980年まで、クージーは北米サッカーリーグの2部リーグに相当するアメリカン・サッカーリーグのコミッショナーを務めた。また1974年からはセルティックス専属の試合解説を長きにわたり行った。1989年にはジェームズ・ネイスミスバスケットボール殿堂の責任者に就いた。
現役NBA選手が多数出演し、1994年に公開された映画『ハード・チェック』に実名で登場している。1999年にESPNが選んだ20世紀の100人の最も偉大なスポーツ選手でも94番目に選ばれている。
2019年8月、ドナルド・トランプアメリカ合衆国大統領より、大統領自由勲章を授与される。

## 個人成績

### レギュラーシーズン
| シーズン     | チーム       | GP  | MPG  | FG%  | FT%   | RPG | APG  | PPG  |
| ------------ | ------------ | --- | ---- | ---- | ----- | --- | ---- | ---- |
| 1950–51      | BOS          | 69  | –    | .352 | .756  | 6.9 | 4.9  | 15.6 |
| 1951–52      | BOS          | 66  | 40.6 | .369 | .808  | 6.4 | 6.7  | 21.7 |
| 1952–53      | BOS          | 71  | 41.5 | .352 | .816  | 6.3 | 7.7* | 19.8 |
| 1953–54      | BOS          | 72  | 39.7 | .385 | .787  | 5.5 | 7.2* | 19.2 |
| 1954–55      | BOS          | 71  | 38.7 | .397 | .807  | 6.0 | 7.8* | 21.2 |
| 1955–56      | BOS          | 72  | 38.4 | .360 | .844  | 6.8 | 8.9* | 18.8 |
| 1956–57†     | BOS          | 64  | 36.9 | .378 | .821  | 4.8 | 7.5* | 20.6 |
| 1957–58      | BOS          | 65  | 34.2 | .353 | .850  | 5.0 | 7.1* | 18.0 |
| 1958–59†     | BOS          | 65  | 37.0 | .384 | .855  | 5.5 | 8.6* | 20.0 |
| 1959–60†     | BOS          | 75  | 34.5 | .384 | .792  | 4.7 | 9.5* | 19.4 |
| 1960–61†     | BOS          | 76  | 32.5 | .371 | .779  | 4.4 | 7.7  | 18.1 |
| 1961–62†     | BOS          | 75  | 28.2 | .391 | .754  | 3.5 | 7.8  | 15.7 |
| 1962–63†     | BOS          | 76  | 26.0 | .397 | .735  | 2.5 | 6.8  | 13.2 |
| 1969–70      | CIN          | 7   | 4.9  | .333 | 1.000 | 0.7 | 1.4  | 0.7  |
| 通算         | 通算         | 924 | 35.3 | .375 | .803  | 5.2 | 7.5  | 18.4 |
| オールスター | オールスター | 13  | 30.7 | .329 | .843  | 6.0 | 6.6  | 11.3 |

### プレーオフ
| 年度  | チーム | GP  | MPG   | FG%   | FT%   | RPG | APG   | PPG   |
| ----- | ------ | --- | ----- | ----- | ----- | --- | ----- | ----- |
| 1951  | BOS    | 2   | –     | .214  | .833  | 7.5 | 6.0   | 14.0  |
| 1952  | BOS    | 3   | 46.0  | .400  | .932  | 4.0 | 6.3   | 31.0  |
| 1953  | BOS    | 6   | 45.0  | .383  | .836  | 4.2 | 6.2   | 25.5* |
| 1954  | BOS    | 6   | 43.3* | .284  | .800  | 5.3 | 6.3*  | 21.0* |
| 1955  | BOS    | 7   | 42.7  | .381  | .958* | 6.1 | 9.3*  | 21.7* |
| 1956  | BOS    | 3   | 41.3  | .500* | .920  | 8.0 | 8.7*  | 26.3  |
| 1957† | BOS    | 10  | 44.0* | .324  | .747  | 6.1 | 9.3*  | 20.2  |
| 1958  | BOS    | 11  | 41.5* | .342  | .853  | 6.5 | 7.5*  | 18.0  |
| 1959† | BOS    | 11  | 41.8  | .326  | .745  | 6.9 | 10.8* | 19.5  |
| 1960† | BOS    | 13  | 36.0  | .305  | .765  | 3.7 | 8.9*  | 15.3  |
| 1961† | BOS    | 10  | 33.7  | .340  | .761  | 4.3 | 9.1*  | 16.7  |
| 1962† | BOS    | 14  | 33.9  | .357  | .684  | 4.6 | 8.8   | 16.0  |
| 1963† | BOS    | 13  | 30.2  | .353  | .830  | 2.5 | 8.9   | 14.1  |
| 通算  | 通算   | 109 | 38.5  | .342  | .801  | 5.0 | 8.6   | 18.5  |